# Redemptoryści Zaalpejscy

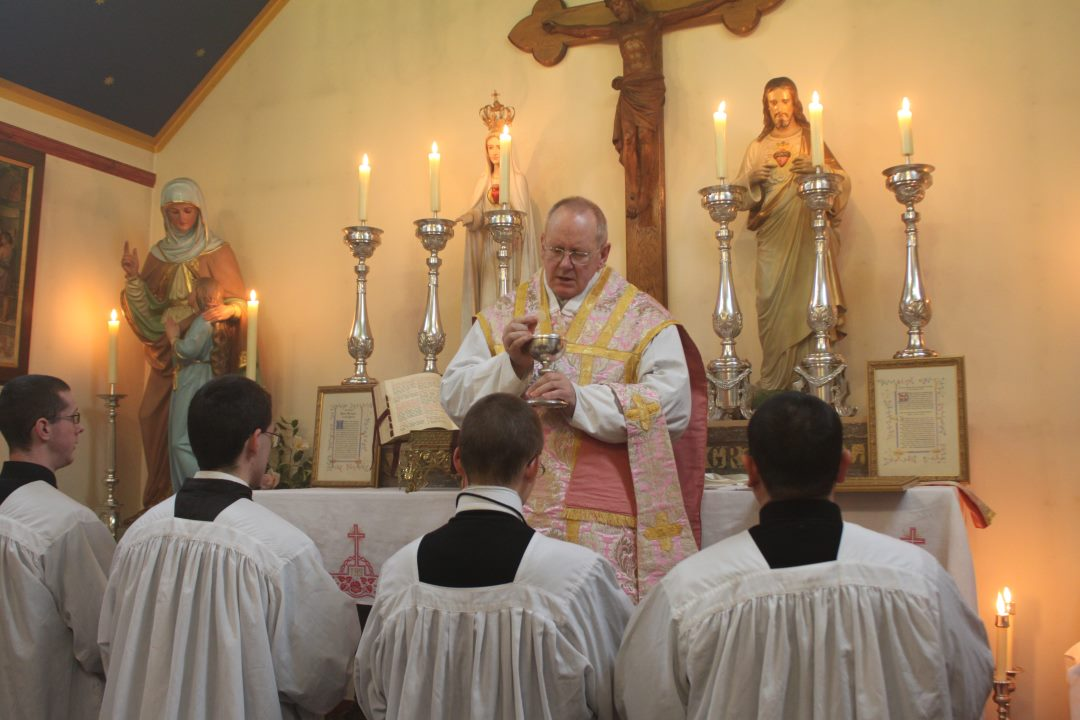
o. Michael Maria Sim FSsR odprawiający mszę

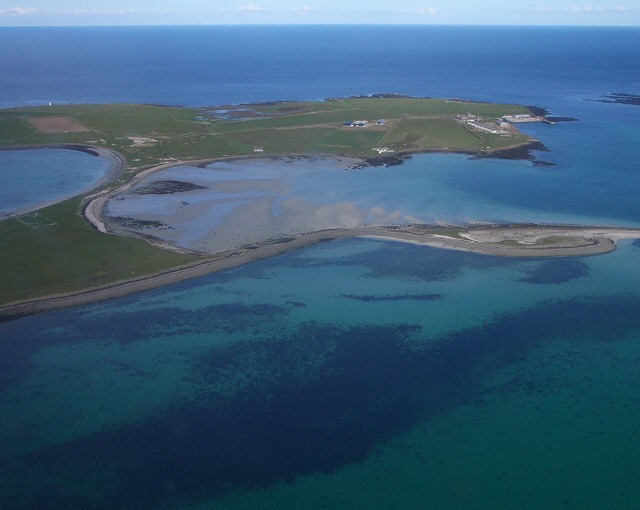
Papa Stronsay – szkocka wyspa należąca do zgromadzenia, na niej klasztor

Synowie Najświętszego Odkupiciela (łac. Filii Sanctissimi Redemptoris, ang. Sons of the Most Holy Redeemer), pot. redemptoryści zaalpejscy – zgromadzenie zakonne założone w 1988 roku przez byłego redemptorystę o. Michaela Marię Sima, z powodu krytyki zmian jakie zaszły w zakonie po soborze watykańskim II. Zgromadzenie to do 2008 roku współpracowało z Bractwem Kapłańskim Świętego Piusa X. Od 15 sierpnia 2012 jest instytutem kleryckim życia konsekrowanego na prawie diecezjalnym.

## Historia i rozwój zgromadzenia
Zgromadzenie powstało 2 sierpnia 1988 roku w wyniku odejścia po 17 latach z kongregacji redemptorystów o. Michaela Marii Sima, w związku z krytyką postanowień Soboru Watykańskiego II, nowej Mszy i zmian w dyscyplinie zakonu. Podjął on decyzję o utworzeniu tradycyjnego zgromadzenia działającego w oparciu o oryginalną regułę św. Alfonsa Marii Liguoriego. W tym celu nawiązał kontakt z założycielem Bractwa Kapłańskiego św. Piusa X, arcybiskupem Marcelem Lefebvre’em. Lefebvre zaaprobował ideę i w 1989 roku konsekrował dla wspólnoty o. Michaela klasztor Bolesnego i Niepokalanego Serca Maryi w Eastchurch w angielskim hrabstwie Kent. W 1999 roku zgromadzenie kupiło bezludną wyspę Papa Stronsay na Orkadach w Szkocji, na której znajdowały się ruiny średniowiecznego monasteru iroszkockiego. Redemptoryści Zaalpejscy kontynuowali współpracę z FSSPX, (m.in. w zakresie kształcenia kleryków i udzielania święceń kapłańskich), ale nie należeli bezpośrednio do struktur Bractwa.
Zgromadzenie po wydaniu przez papieża Benedykta XVI motu propio Summorum Pontificum podjęło decyzję o uregulowaniu sytuacji kanonicznej. Wysłany w 2008 roku do papieża list z prośbą o zdjęcie suspensy spotkał się z pozytywną odpowiedzią Stolicy Apostolskiej. 15 sierpnia 2012 roku Synowie Najświętszego Odkupiciela zostali przez biskupa Hugh Gilberta OSB, ordynariusza Aberdeen, uznani kanonicznie jako instytut klerycki na prawie diecezjalnym. Decyzja zapadła po wizytacji wspólnot Zaalpejskiego Zgromadzenia Najświętszego Odkupiciela zleconej przez Stolicę Apostolską, którą przeprowadził bp. Fernando José Monteiro Guimarães CSsR. 23 sierpnia tego roku członkowie zgromadzenia złożyli na ręce biskupa ordynariusza ślub posłuszeństwa.
Ze względu na to, że zgromadzenie nie przynależy bezpośrednio do zakonu redemptorystów, zmieniło ono swoją nazwę na Synowie Najświętszego Odkupiciela. Zgromadzenie posiada też swój własny herb.
Wspólnota posiada klasztory w Szkocji i Nowej Zelandii, od 2020 r. obecna jest także w Montanie (USA).
Po wydaniu przez Dykasterię Nauki Wiary deklaracji Fiducia supplicans w roku 2023, podobnie jak uczyniła znacząca część biskupów, zgromadzenie w oświadczeniu sprzeciwiło się niektórym jej postanowieniom.

## Charyzmat i duchowość
Redemptoryści zaalpejscy starają się wprowadzać w czyn polecenie Jezusa Chrystusa „Miłujcie się wzajemnie jak Ja was umiłowałem” (J 15,12). Głównym celem zgromadzenia jest głoszenie Obfitego Odkupienia wszystkim ludziom, szczególnie biednym i ubogim, nie tyle materialnie, co duchowo. Ich sposobem życia jest motto: Kartuzi w domu – apostołowie na zewnątrz. Ich głównym zadaniem jest prowadzenie misji ludowych i rekolekcji.
Od momentu powstania redemptorystów zaalpejskich obowiązuje niezmieniona przedsoborowa reguła św. Alfonsa Liguoriego.
Opierając się o dzieła św. Alfonsa i jego medytację starają się pogłębiać więź z Bogiem. Mszę Świętą sprawują w klasycznym rycie rzymskim.

## Habit
Habit Synów Najświętszego Odkupiciela to sutanna używana w XVII i XVIII w. przez księży diecezjalnych i niektóre zakony. Jest to czarny strój z lnianą koloratką nakładaną na kołnierz oraz pas przypominający o chrześcijańskiej ascezie i różaniec, który odzwierciedla miłość do Matki Boga. Redemptoryści zaalpejscy noszą także czarną piuskę i cymarę – długi czarny płaszcz. Mogą nosić także biret.